# کانتارون
کانتارون (به فرانسوی: Cantaron) یک کمون (فرانسه) در فرانسه است که در آلپ-ماریتیم واقع شده‌است. کانتارون ۷٫۳۸ کیلومتر مربع مساحت دارد ۱۰۰ متر بالاتر از سطح دریا واقع شده‌است.